# Albéric Rolin

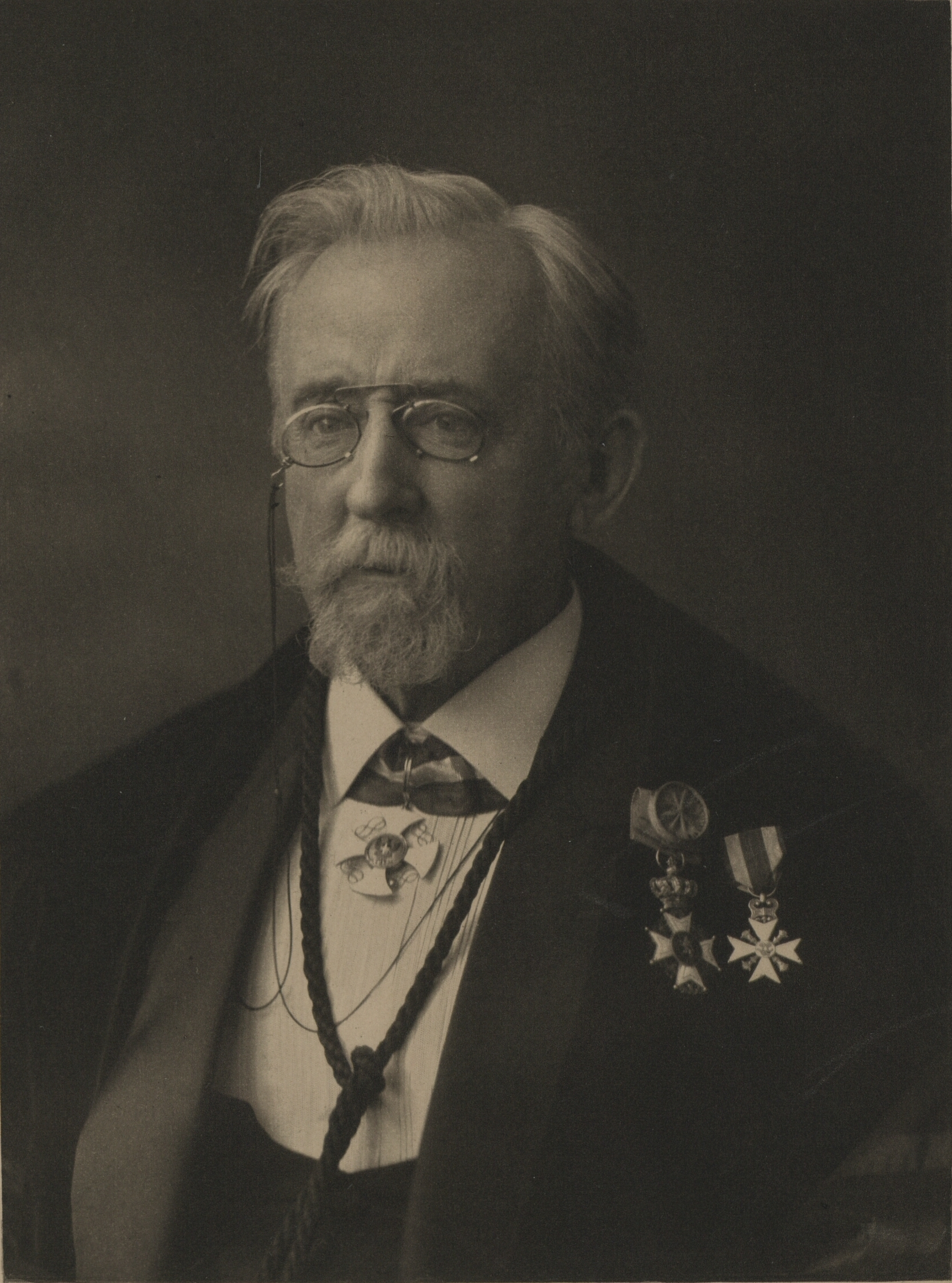
Albéric Rollin

Albéric Gustave Jean Marie Rolin (Mariakerke, 16 juli 1843 - Brussel, 3 februari 1937) was een Belgisch hoogleraar en specialist internationaal recht.

## Biografie

### Familie
Albéric Rolin was een telg uit de familie Rolin. Zijn vader, Hippolyte Rolin (1804-1888), was een zoon van de Kortrijkse olieverdeler Henri-Antoine Rolin en Anne van de Putte. Zijn moeder, Angelique Hellebaut (1811-1870), was een dochter van Jan-Baptist Hellebaut, de eerste hoogleraar burgerlijk recht aan de Rijksuniversiteit Gent. Hij groeide op in een gezin van achttien kinderen, van wie vijftien de volwassen leeftijd bereikten. Een van zijn broers was Gustave Rolin-Jaequemyns, rechtsgeleerde, diplomaat, schepen van Gent, volksvertegenwoordiger en minister van Binnenlandse Zaken. Hij was een schoonbroer van Charles Van Cauwenberghe, arts, hoogleraar en rector magnificus van de Rijksuniversiteit Gent, en Adhémar Motte, historicus, hoogleraar en rector magnificus van de Rijksuniversiteit Gent.
Hij trouwde in 1878 in Aalst met Sylvie Borreman (Aalst, 8 oktober 1853 - Brussel, 29 december 1937). Ze kregen vijf zoons en drie dochters:
- Marguerite Rolin (1882-1968), trouwde in 1907 in Landegem met Alfred Nerincx (1872-1943), rechtsgeleerde, hoogleraar aan de Katholieke Universiteit Leuven, secretaris van het Institut de Droit International, waarnemend burgemeester van Leuven tijdens de Tweede Wereldoorlog en senator, zoon van Edmond Nerincx, advocaat, ondernemer, gemeenteraadslid van Sint-Gillis, provincieraadslid van Brabant en volksvertegenwoordiger. Ze kregen een dochter, Mathilde (Maddy) Nerincx (1908-2000) die trouwde met de weduwnaar van haar tante, baron René Buysse, industrieel. Ze kregen een zoon en een dochter, maar zonder nakomelingen.
- Germaine Rolin (1883-1965), trouwde in 1921 in Elsene met baron René Buysse (1897-1969), zoon van Cyriel Buysse, schrijver. Het huwelijk bleef kinderloos en werd in 1936 in Deurle ontbonden. Hij hertrouwde met haar nicht, Mathilde (Maddy) Nerincx.
- Hippolyte-Charles Rolin (1885-1914), officier, sneuvelde in Antwerpen in de eerste dagen van de Eerste Wereldoorlog, trouwde in 1909 in Gomzé-Andoumont met zijn nicht Hélène Rolin-Jaequemyns (1889-1967), dochter van Edouard Rolin-Jaequemyns, rechtsgeleerde, hoogleraar aan de Rijksuniversiteit Gent, topambtenaar, voorzitter van het Institut de Droit International, lid van het Permanent Hof van Arbitrage, rechter bij het Permanent Hof van Internationale Justitie en minister van Binnenlandse Zaken. Ze kregen drie zoons, met afstammelingen tot heden.
- Louis Rolin (1886-1915), oorlogsvrijwilliger tijdens de Eerste Wereldoorlog, sneuvelde in Ieper. Hij bleef ongehuwd.
- Albéric Rolin (1888-1954), majoor, piloot bij Sabena en vicevoorzitter van Brufina, Sabca en Sabena, trouwde in 1918 in Londen met Emma Demeure (1893-1947), nicht van Thérèse Goldschmidt. Ze kregen twee zoons en een dochter, met afstammelingen tot heden.
- Henri Rolin (1891-1973), advocaat, hoogleraar aan de Université libre de Bruxelles, Belgisch afgevaardigde bij de Volkenbond, onderstaatssecretaris van Landsverdediging, minister van Justitie, voorzitter van de Senaat, minister van Staat, voorzitter van het Institut de Droit International, lid van de Raad van Europa, ondervoorzitter van het Europees Hof voor de Rechten van de Mens en lid van het Permanent Hof van Arbitrage, trouwde in 1925 in Sint-Gillis met Thérèse Lambiotte (1898-1988). Ze kregen vijf dochters, met afstammelingen tot heden.
- Gustave-Marc Rolin (1892-1918), oorlogsvrijwilliger tijdens de Eerste Wereldoorlog, sneuvelde in De Panne. Hij bleef ongehuwd.
- Lucie Rolin (1894-1921), trouwde in 1919 in La Hestre met Georges Henrijean (1893-1960). Ze kregen een dochter, maar zonder afstammelingen.

Het verlies van drie zoons die hun leven gaven voor het vaderland bleef niet onopgemerkt. Koning Albert betuigde zijn medeleven en stelde voor de twee overblijvende zoons uit de vuurlinie weg te halen. Beide zoons weigerden echter en bleven verder bij hun gevechtseenheid.
Het is voornamelijk in herinnering aan de gesneuvelde zoons, naar wie de Rolin-kazerne werd genoemd, dat Albéric Rolin in 1921 in de Belgische adel werd opgenomen met de titel van baron, overdraagbaar bij eerstgeboorte. De baronstitel werd na zijn dood geërfd door de oudste zoon van Hippolyte. Diens tweede zoon, Guy Rolin (1912-1989), werd priester. Het toont de verscheidenheid van richtingen aan binnen de familie, waar de meesten politiek tot de liberale familie behoorden, andere tot de katholieke en een enkele tot de socialistische.
De verscheidenheid van namen valt ook op. De enen werden 'Rolin-Jaequemyns', anderen 'Rolin-Heymans', terwijl de meeste gewoon 'Rolin' bleven.

### Loopbaan
Na middelbare studies aan het Koninklijk Atheneum in Gent en aan het Collège Rollin in Parijs promoveerde Rolin in 1864 tot doctor in de rechten aan de Rijksuniversiteit Gent. Hij werd advocaat in Gent en behoorde tot de tenoren van de Gentse balie, waar hij in 1906 stafhouder van werd.
Hij werd hoogleraar aan de Rijksuniversiteit Gent. In 1881 werd hij buitengewoon hoogleraar strafrecht en in 1896 gewoon hoogleraar. Vanaf 1890 doceerde hij internationaal privaatrecht. Hij bereikte het emeritaat in 1913. Zoals zijn broer Gustave specialiseerde hij zich in het internationaal recht en werd lid van het in 1878 opgerichte Institut de Droit International. Hij werd in 1906 voorzitter en in 1923 erevoorzitter van deze prestigieuze instelling die in 1904 de Nobelprijs voor de Vrede kreeg.
Rolin was verder nog:
- lid van de Verbeteringsraad Hoger Onderwijs (1905-1908),
- lid van de Hoge Raad voor de Nijverheid en de Arbeid (vanaf 1905),
- lid van de Commissie voor internationaal privaatrecht bij het ministerie van Binnenlandse Zaken (vanaf 1904),
- hoofdbibliothecaris van het Vredespaleis in Den Haag (1906, volgens sommigen 1913),
- rechter in de gemengde Belgisch-Duitse rechtbank voor de herstelbetalingen (1920),
- secretaris-generaal van de Academie voor Internationaal Recht in Den Haag (1923).

Hij werd doctor honoris causa van de Universiteit van Cambridge. Hij was lid van de Koninklijke Academie van België, corresponderend lid van het Institut de France en buitenlands lid van het American Institute of International Law.

## Publicaties (selectie)
- Principes de droit international privé et applications aux diverses matières du Code civil (Code Napoléon), 3 vol., Parijs, 1897.
- Droit international privé, 3 vol., Gent 1897.
- Le Droit moderne de la guerre. Les principes. Les conventions. Les usages et les abus. 3 vol., Brussel, 1920.
- Les origines de l'Institut de Droit International 1873-1923. Souvenirs d’un témoin, Brussel, 1923.

Ook heel wat artikels van zijn hand in de Revue de droit international et de législation comparée, een tijdschrift dat hij leidde.